# Elsbeth Weichmann

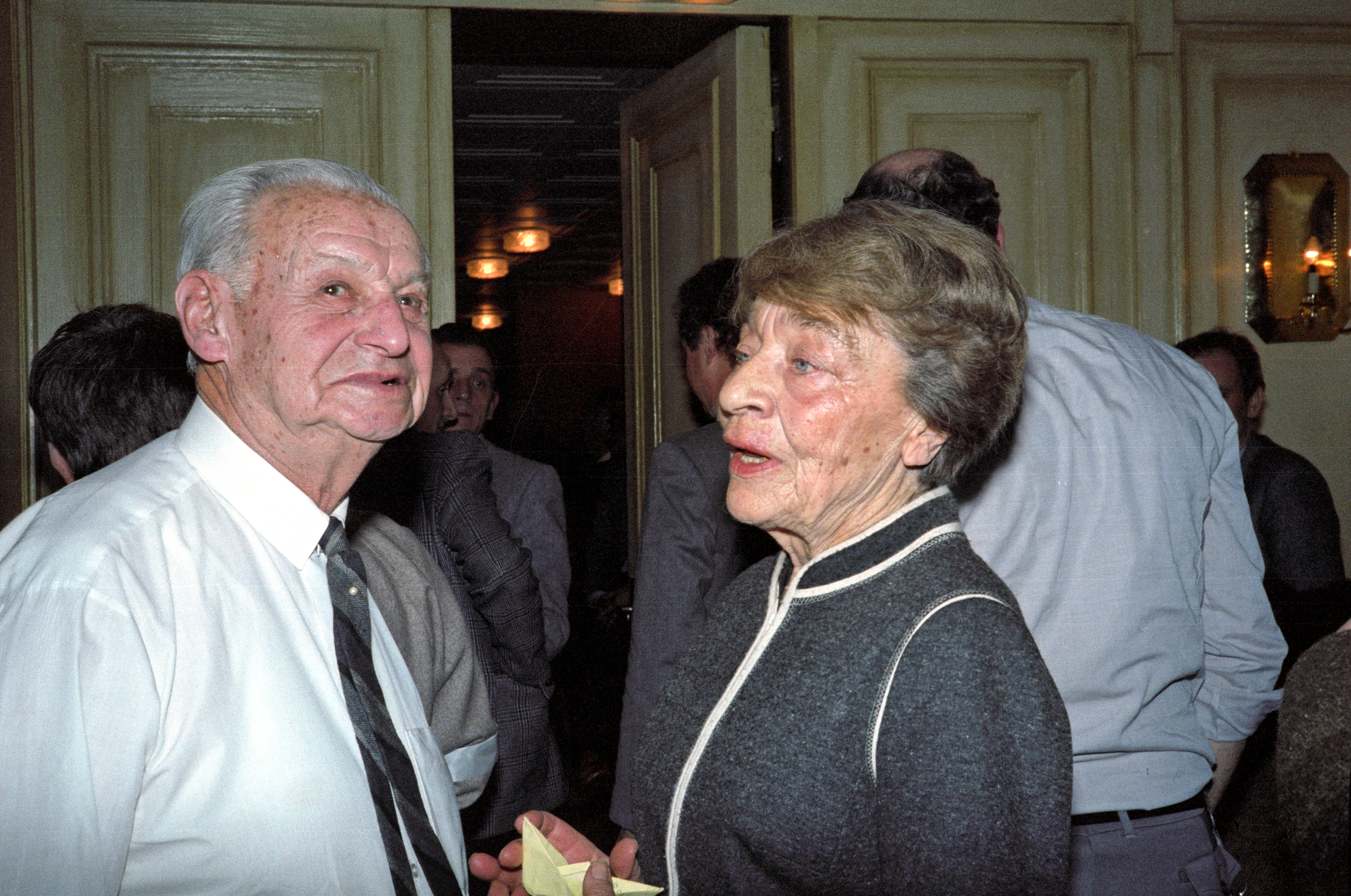
Ehepaar Weichmann auf dem SPD-Landesparteitag in Hamburg 1982

Elsbeth Freya Weichmann, geborene Greisinger (* 20. Juni 1900 in Brünn, Markgrafschaft Mähren; † 10. Juli 1988 in Bonn) war eine deutsche Politikerin der Sozialdemokratischen Partei Deutschlands (SPD). Sie war seit 1928 mit dem späteren Ersten Bürgermeister Hamburgs Herbert Weichmann verheiratet. Um ihr Leben zu retten, emigrierten beide 1933 über Frankreich in die USA. Nach der Rückkehr aus dem Exil im Jahr 1949 widmete sie sich neben der Parteipolitik den Bereichen Verbraucherschutz, Frauenrechte und der Kulturpolitik. Sie war von 1957 bis 1974 Mitglied der Hamburgischen Bürgerschaft.

## Von der Monarchie zur Republik

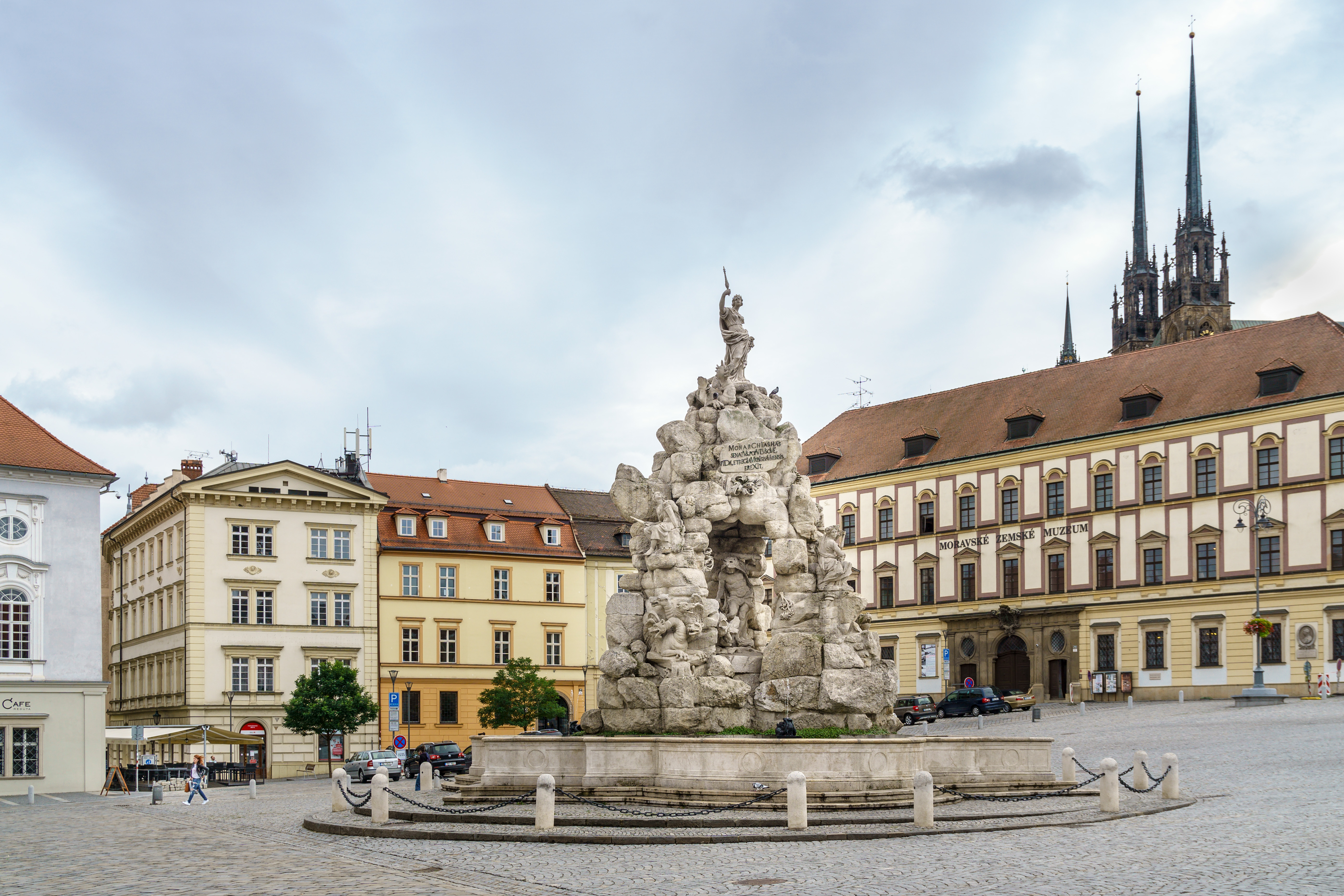
Geburtsstadt von Elsbeth Weihmann: Das mährische Brünn (Brno)

Elsbeth Greisinger, verheiratete Weichmann, kam aus einer protestantischen Familie in der überwiegend katholischen Markgrafschaft Mähren. Ihr Vater war der Brünner Sparkassendirektor Richard Greisinger und ihre Mutter Theresa Greisinger. Sie wurde als dritte von vier Töchtern geboren. Sie wuchs in dem Bewusstsein auf, einer Minorität anzugehören und wurde dazu erzogen, andere Minderheiten zu achten. Die Familie hatte auch aus diesem Grund gute Kontakte zu den jüdischen Bewohnern Brünns. Im Gegensatz zu ihren Eltern war sie zweisprachig aufgewachsen und sprach neben ihrer deutschen Muttersprache fließend Tschechisch. Das Klima in der Familie war bürgerlich-liberal, aber in keiner Form parteipolitisch geprägt.
Elsbeth Greisinger kam auf das Lyzeum und dort erstmals mit 17 Jahren in Kontakt mit marxistischer Literatur. Sie hatte guten Kontakt zu dem Lateinlehrer, der ihr durch Gespräche und Literatur den Zugang zum sozialistischen Gedankengut ebnete und ihr nach ihren eigenen Angaben den „intellektuellen Background“ für ihre weitere Entwicklung gab. 1918 wurde sie nach ihrem Abitur Mitglied der Sozialdemokratischen Arbeiterpartei Österreichs (SDAP) und später in Deutschland der SPD. Der Vorsitzende der Sozialdemokraten in Brünn und zudem ein Freund der Familie Greisinger war Ludwig Czech. Ludwig Czech wurde 1920 ins erste Parlament der neugegründeten Tschechoslowakei gewählt und 1926 wurde er Minister für Soziale Angelegenheiten. Er nahm Elsbeth Greisinger in die Partei auf, versprach aber, die Mitgliedschaft geheim zu halten. Nachdem ihre Mutter von dem Eintritt ihrer Tochter in die Partei erfuhr, gestand sie, dass sie selbst auch Mitglied war.
Am 7. Oktober 1918 schrieb Elsbeth Greisinger sich in der Deutschen Technischen Hochschule Brünn als außerordentliche Hörerin ein. Es ist nicht bekannt, ob sie je eine Vorlesung besucht hat. Bereits ein Jahr später wechselte sie ihren Studienort, ging nach Frankfurt am Main und erlebte dort den Kapp-Putsch. In Frankfurt war dieser harmloser als an vielen anderen Orten, blieb aber auch für sie wie für viele andere Demokraten ein einschneidendes Erlebnis. Nach nur wenigen Semestern ging sie für ein Semester nach Kiel und dann für ein weiteres nach Köln. Zwischenzeitlich legte sie auch ein Freisemester ein, um im Oktober 1921 zum Wintersemester wieder nach Frankfurt zurückzukehren. Obgleich sie bis März 1923 in Frankfurt eingeschrieben war, lebte sie die meiste Zeit in Wien bei ihrer Schwester, der späteren Widerstandskämpferin Gertrude Greisinger (1895–1992). Durch ihre Schwester lernte Elsbeth Greisinger unter anderem den Abgeordneten des österreichischen Nationalrates Julius Deutsch und andere Mitglieder der sozialistischen Szene kennen.

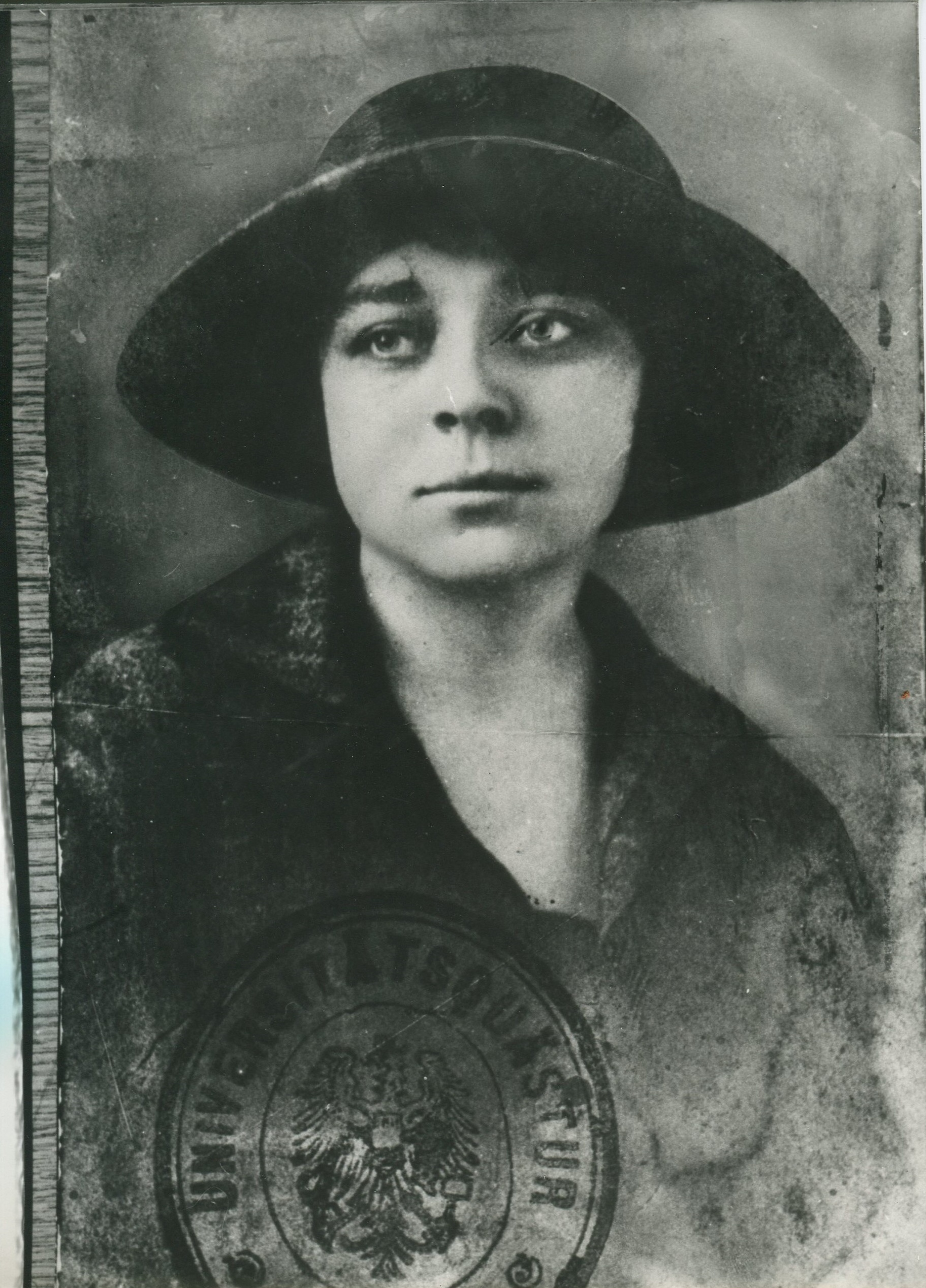
Elsbeth Greisinger um 1923

1923 zog sie nach Graz zu ihrer Großmutter und nahm ihr Studium an der Karl-Franzens-Universität auf. Erstmals stand für sie nun das Studium und nicht die politische Aktivität im Vordergrund. Sie besuchte Vorlesungen unter anderem in den Fächern Wirtschaftsgeschichte, Volkswirtschaft, Allgemeine und vergleichende Statistik, Österreichische Sozialversicherung und Völkerrecht. Die Politiktheorie ließ sie aber nie aus den Augen und sie bildete sich auch außeruniversitär weiter. Ihre großen Leidenschaften waren die Oktoberrevolution und der Leninismus, welche auch ihre Dissertation beeinflussten. 1926 wurde die Diplom-Volkswirtin in Graz im Bereich der Politischen Wissenschaften zum Dr. rer. pol. promoviert. Das Thema ihrer Dissertationsarbeit ist Der Leninismus als Theorie der sozialen Befreiungsbewegung in seinen historischen Grundlagen. Die Dissertation wurde nur knapp und gegen die Stimme des Dekans angenommen.
Nach dem Studium arbeitete sie als Statistikerin bei der Genossenschaft Deutscher Bühnen-Angehöriger. 1928 heiratete sie den Juristen und späteren Ersten Bürgermeister von Hamburg Herbert Weichmann. Die beiden hatten sich während der Studienzeit in Frankfurt kennengelernt. Elsbeth Greisinger war dort von Juni 1919 bis April 1920 immatrikuliert und besuchte wie Herbert Weichmann Seminare der Wirtschafts- und sozialwissenschaftlichen Fakultät. Zudem trafen sie sich in der „Sozialistischen Studentengruppe“ der Universität und bei den Vorlesungen des von beiden verehrten Franz Oppenheimer. Zu dieser Zeit wurden sie ein Paar, gingen aber weiterhin in ihrer akademischen Laufbahn verschiedene Wege.
Elsbeth Weichmann hielt auch Vorträge im Rundfunk, z. B. am 5. und 9. Juni 1931 im Rahmen der Sendereihe „Bilder vom heutigen Russland“.

## Emigration (1933–1949)
Im Jahr 1933 waren die Eheleute Weichmann durch die Verfolgung durch das nationalsozialistische Regime zur Emigration gezwungen. Der Sozialdemokrat Herbert Weichmann entstammte einer jüdischen Familie, was Diskriminierungen erwarten ließ. Als SPD-Mitglied war er vom Gesetz zur Wiederherstellung des Berufsbeamtentums betroffen – er wurde aufgrund von politischer Unzuverlässigkeit aus dem preußischen Staatsdienst entlassen. Wie die Biographin Annelise Ego feststellte, hätte Elsbeth Weichmann die Wahl gehabt, ihren Mann alleine ins Exil gehen zu lassen. Sie selber war „beruflich nicht in exponierter Stellung, als Parteimitglied trotz einiger Engagements unauffällig genug um unbelästigt zu bleiben“. Ein Zurückbleiben in Berlin kam für sie aber nicht in Frage, denn sie vertrat die Auffassung, dass sie viel weniger aufgeben müsse als ihr Mann. Sie würde sich viel leichter als er im Exil einrichten können und so eine Unterstützung für ihn sein.
Im Sommer 1933 flüchteten sie von Berlin aus Richtung Tschechoslowakei (ČSR). Sie überquerten zu Fuß das Riesengebirge und gingen nach Prag. Von dort aus gelangten sie in den Geburtsort von Elsbeth Weichmann und kamen bei ihren Eltern für mehrere Wochen unter. Nach wenigen Wochen des Ausruhens von Verfolgung und Verstörung über die Zustände in Deutschland, begaben sie sich wieder nach Prag und versuchten, sich eine neue Existenz aufzubauen. In der ČSR gab es zu dieser Zeit wie in Deutschland eine starke antisemitische Propaganda. In Prag nahmen Antisemiten vor allem auch Journalisten und Autoren ins Visier. Durch die Behauptung, fast alle deutschsprachigen Zeitungen würden von Juden geschrieben, entstand schnell eine „wenig ermunternde Atmosphäre“ für Elsbeth und vor allem für Herbert Weichmann. Durch frühere journalistische Tätigkeiten Herbert Weichmanns (Frankfurter Zeitung, Vossische Zeitung) konnte er trotzdem an alte Kontakte anknüpfen. In der Redaktion des Prager Tagblatts traf er auf frühere Kollegen, die ihm eine Stelle als Wirtschaftskorrespondent in Paris vermittelten. Im Oktober 1933 fuhren sie mit gültigen Visa über die Schweiz (Basel) Richtung Frankreich.

### Frankreich

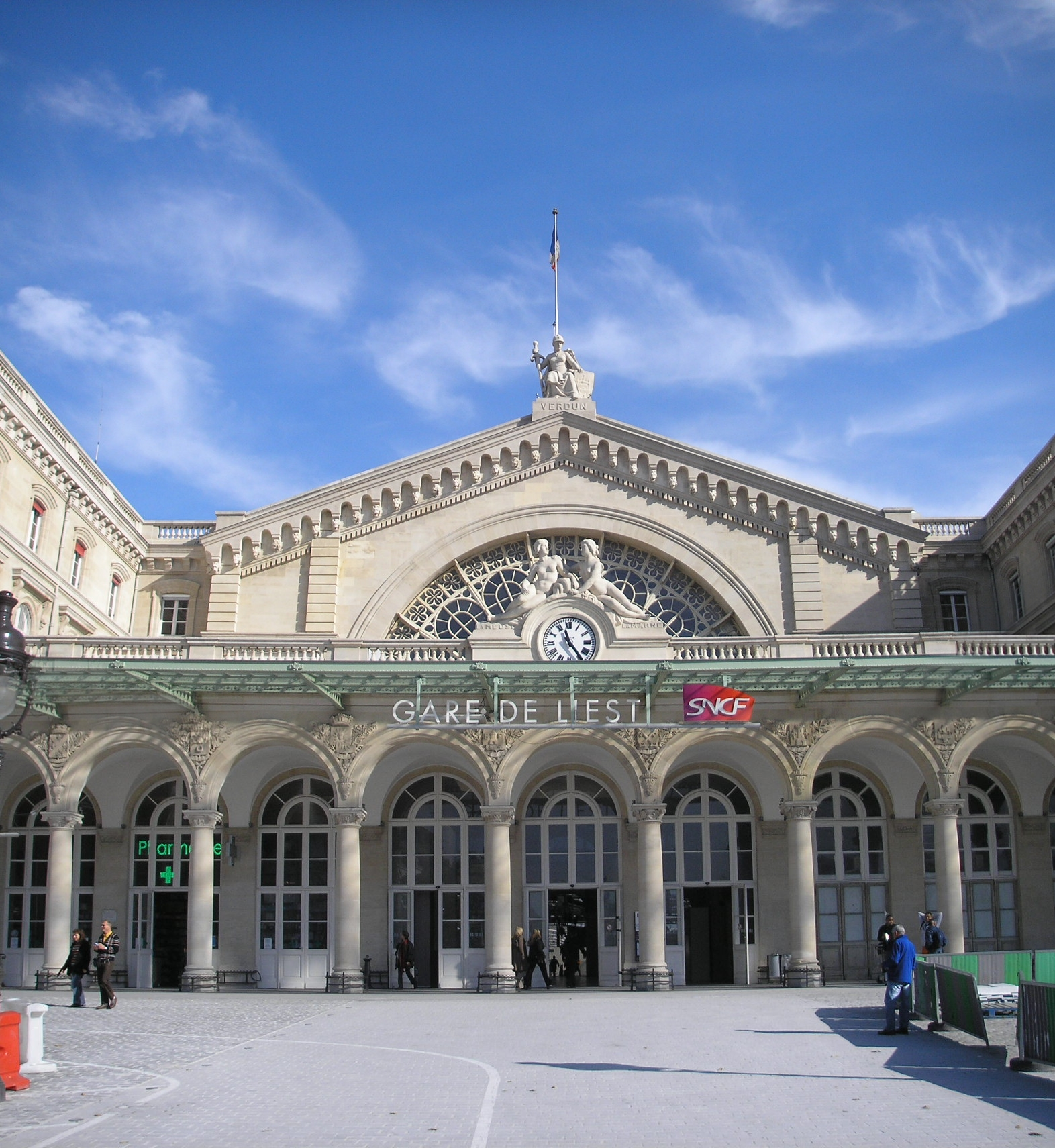
Pariser Bahnhof Gare de l’Est

Die erste feste Station der Emigration war die französische Hauptstadt Paris. Die Eheleute Weichmann sprachen nur wenig französisch und fühlten sich in der Millionenstadt verloren. Elsbeth Weichmann schrieb in ihren späteren Aufzeichnungen über diesen Moment: „Uns überfiel, kurz nach unserer Ankunft am Gare de l'Est das Gefühl der Verlorenheit vor dieser fremden und befremdenden Umwelt. Farben, Geräusche, Gerüche, Häuser, Straßenbild, die ganze Dynamik dieser Stadt waren neu, ungewohnt – die Fremde.“ Bis zur ersten eigenen Bleibe in einem möblierten Zimmer wohnte das Ehepaar in einem kleinen Hotel. In der „Rue Daumier 8“ fanden sie ihren ersten festen Wohnsitz in einer Pension. Durch den Kontakt mit dem Schwiegersohn der Vermieterin, einem aktiven Sozialisten, verbesserte sich das Französisch der Eheleute deutlich und zudem wurden sie in das politische Leben der Seine-Metropole eingeführt. Kurze Zeit später zogen sie weiter in eine Seitengasse an der Porte de Versailles, der Rue Claude Terrasse 33. Dort bewohnten sie eine Wohnung eines Eckhauses mit einem großen und zwei kleinen Zimmern. Dort, wie eigentlich in allen gemeinsamen Wohnungen, war Elsbeth Weichmann für das Mobiliar und die weitere Innenausstattung verantwortlich.
Elsbeth Weichmann unterstützte ihren Mann in seiner Tätigkeit als Journalist. Ihr fiel die Aufgabe zu, die aktuelle Presse durchzuarbeiten und ein Archiv aus Zeitungsausschnitten anzulegen. Zu der Arbeit für das Prager Tagblatt kamen lukrative Aufträge für die Wirtschaftszeitung Der Deutsche Volkswirt als Auslandskorrespondent hinzu. Dort schrieb Herbert Weichmann unter dem Pseudonym „Ernst Greisinger“, dem Geburtsnamen seiner Frau. 1935 suchte die neu gegründete Monatszeitschrift Le Troc einen Redakteur und bot Herbert Weichmann diese Stelle an, Elsbeth Weichmann wurde mit angeworben. Es waren die ersten Tätigkeiten, bei denen die beiden Eheleute auf Französisch schrieben. Aufgrund der Arbeit für Le Troc wurde die liberale Wochenzeitschrift Europe Nouvelle auf das Ehepaar aufmerksam und sie wurden dauerhaft Autoren des Blattes. Es entstand eine Freundschaft zum Chefredakteur der Zeitschrift Pierre Brossolette.
Elsbeth Weichmann pflegte Kontakt zu anderen deutschen Emigranten, meist aus intellektuellen Kreisen. Sie trafen sich im Les Deux Magots und in anderen Cafés der Stadt. Zu Freunden und Gesprächspartnern wurden in dieser Zeit unter anderen Ernst Hamburger, Albert Grzesinski und Victor Schiff. Zum ehemaligen Ministerpräsidenten Preußens Otto Braun entstand nun eine sehr enge „fast familiäre intime Freundschaft“. Herbert Weichmann hatte ihm als persönlicher Referent fünf Jahre zur Seite gestanden und war einer der engsten Vertrauten. Das Ehepaar motivierte in dieser Zeit Otto Braun, seine Memoiren zu schreiben und las die Manuskripte zudem Korrektur. Eine weitere Persönlichkeit, mit der sich die Weichmanns in Paris enger anfreundeten, war der ehemalige Altonaer Bürgermeister Max Brauer. Schon in Berliner Zeiten hatte sie Max Brauer des Öfteren besucht, aber eine enge Freundschaft, die ihr Leben später noch stark beeinflussen sollte, entstand erst in Paris. Eine weitere Freundschaft verband Elsbeth Weichmann zudem zu Hedwig Wachenheim und ihrem gemeinsamen Freund Hans Staudinger. Es war vor allem Elsbeth Weichmann zuzuschreiben, dass die persönlichen und freundschaftlichen Kontakte zu Deutschen und Franzosen gepflegt wurden. Sie hatte im Gegensatz zu ihm den „selbstverständlichen Charme im Umgang mit Menschen.“
Nach dem Kriegsbeginn 1939 erhielt Herbert Weichmann einen Stellungsbefehl des französischen Militärs. Seine Frau schrieb die angefangenen Artikel, zum Beispiel für die Europe Nouvelle, zu Ende. Der neue Redakteur der Zeitung Pertinax kümmerte sich um eine schnelle Rückkehr Herbert Weichmanns.
Nach dem Kriegsbeginn an der Westfront Deutschlands 1940 überschlugen sich die Ereignisse für die deutschen Emigranten in Frankreich. Am 11. Mai desselben Jahres erfolgte ein Internierungsbefehl für alle Deutschstämmigen und deren Ehepartner. Daher half Elsbeth Weichmann auch ihr noch gültiger tschechoslowakischer Pass gegen diesen Befehl nichts. In der Internierung sollte dann eine Sortierung in Freunde und Feinde Frankreichs stattfinden, was aber nie geschah. Elsbeth Weichmann wurde von ihrem Mann getrennt und tags darauf, am 16. Mai 1940 im Vélodrome d’Hiver mit mehreren tausend Frauen untergebracht. Nach etwa einer Woche am 22. Mai wurde das Lager aufgelöst und in den Süden Frankreichs verlegt. Über den südfranzösischen Bahnhof in Pau wurde sie in das Camp de Gurs gebracht. Ab Juni wurde durch den nicht endenden Strom von Neuankömmlingen das Lagerleben noch unerträglicher. Elsbeth Weichmann beschreibt die Lage rückblickend: „Das Essen reichte nicht mehr aus und wurde mit Wasser verlängert, die Waschgelegenheiten waren überfüllt und die Latrinen verschmutzt. Die Kantine konnte den Ansturm der schreienden Frauen und Kinder nicht mehr bewältigen. Sie wurde geschlossen. Die Zusatznahrung, die gerade jetzt besonders wichtig für uns wäre, fiel aus.“ Mit Entlassungsschein und -stempel, aber mit falschen Angaben zu Namen und Nationalität, verließ Elsbeth Weichmann das Lager. Die Scheine lagen in einem nicht bewachten Büro des Lagers und so war die Entlassung kein offizieller, sondern ein selbstverwirklichter Akt von vielen der „politischen“ Frauen.
Elsbeth Weichmann streute bei zufälligen Treffen mit Bekannten und Freunden die Information aus, dass sie sich in Sète an der Mittelmeerküste aufhalten würde. Ihre Hoffnung war, dass diese Hinweise ihren Mann erreichen würden und sie dadurch zueinander finden würden. Durch weitere Zufälle und Glück fand Herbert Weichmann in diesem Küstenort seine Frau, die bereits ein Zimmer bewohnte. Gemeinsam konnten sie sich dort eine Weile ausruhen und die weiteren Schritte vorbereiten.

### Flucht über Spanien und Portugal
Das Ehepaar Weichmann erhielt die Information, dass durch das amerikanische Konsulat und das Emergency Rescue Committee ein US-Visum für sie ausgestellt werden sollte. Erst durch die Korrespondenz des bereits nach Amerika emigrierten Albert Grzesinski mit Otto Braun wurden die Eheleute von der Möglichkeit einer Ausreise nach Amerika benachrichtigt. Das Visum sollte in Marseille ausgestellt werden, was aber aufgrund der schlechten Reiseverbindung in die südfranzösische Stadt mit großem Aufwand verbunden war. Zudem wurden die Zufahrtswege von der Polizei kontrolliert, um nicht noch mehr Flüchtlinge in die überfüllte Stadt zu lassen. Ein weiteres Problem ergab sich dadurch, dass das mit den Deutschen kooperierende Vichy-Regime sogenannte Schwarze Listen besaß, auf denen auch Herbert Weichmann registriert war. Elsbeth Weichmann trat die Reise alleine mit ihren falsch ausgestellten Entlassungspapieren an und konnte mit einem Bestätigungsschreiben, dass ein Visum vorliegen würde, ihren Mann nach Marseille nachholen.
Aufgrund der langsamen Abfertigung durch das amerikanische Konsulat und der stärker werdenden Verfolgung von politischen Flüchtlingen versuchten sie in anderen Botschaften ein Visum zu erhalten. Durch ein Visum für Siam (etwa heutiges Thailand) war der Transit durch Spanien und Portugal gesichert. Ein weiteres Mal flüchteten die Eheleute über die Pyrenäen zu Fuß nach Portbou in Spanien. Dort nahmen sie ihren Koffer in Empfang, der von der ebenfalls flüchtenden Familie Stampfer per Bahn in den katalanischen Ort gebracht worden war. Von dort aus fuhren sie mit der Bahn über Barcelona Richtung Madrid. In Barcelona wurde geplant, dass die weitere Flucht ab Madrid gemeinsam mit den Stampfers unternommen werden sollte.
Bei einem Zwischenstopp in Madrid wurde Elsbeth Weichmanns Pass in der U-Bahn gestohlen. Durch dieses Missgeschick war die weitere Flucht nach Lissabon in Gefahr. Trotz der Hilfe von Friedrich Stampfer und Alexander Stein, die als Zeugen mit zum amerikanischen Konsulat kamen, zögerte der amerikanische Konsul Robert F. Fernald, ein Rescue-Visum auszustellen. Er stellte die Bedingung, dass Herbert Weichmann mit den Begleitern sofort nach Lissabon fahren sollte. Elsbeth Weichmann sollte sich dagegen mit einem von ihm ausgestellten Visum um ein spanisches Ausreisevisum sowie ein portugiesisches Transitvisum kümmern. Zu den spanischen Behörden begleitete der Konsul sie persönlich. Nach einigen Tagen, am 19. September 1940, folgte sie ihrem Mann und den anderen sozialdemokratischen Flüchtlingen mit den gültigen Papieren in die portugiesische Hauptstadt. Elsbeth Weichmann hatte zu diesem Zeitpunkt der Flucht stark abgenommen und war in einem „beklagenswerten Zustand“.
Lissabon war zu dem Zeitpunkt eine Flüchtlingsstadt. Aber im Gegensatz zu den anderen Städten, in denen Flüchtlinge sich sammelten, hatten hier die meisten Papiere zur Ausschiffung nach England oder in die USA. Die Weichmanns mussten mehrere Wochen auf eine Gelegenheit warten, um mit einem Schiff in die USA fahren zu können. In dieser Zeit trafen sie sich regelmäßig mit Erich Ollenhauer und seiner Familie sowie mit Hans Vogel, Erich Rinner, Konrad Heiden und Arthur Koestler. Nach acht Wochen in Lissabon begann am 12. November 1940 mit dem portugiesischen Küstendampfer Guiné die Fahrt Richtung New York. Elsbeth Weichmann beschreibt niedergeschlagen diesen letzten Teil der Flucht: „Die Mehrzahl der Passagiere stand am Bug des Schiffes und schaute einer neuen Heimat und einer neuen Zukunft entgegen. Wir blickten zurück auf unsere verlorene Heimat Europa und auf unsere zerstörte Zukunft dort, die sich immer weiter von uns entfernte.“

### Vereinigte Staaten
Elsbeth Weichmann und ihr Mann wurden von Hans Staudinger, Albert Grzesinski und Hedwig Wachenheim schon im Hafen begrüßt. Trotz der gemeinsamen Freunde aus deutscher und französischer Zeit und trotz der frühzeitig emigrierten Verwandtschaft Herbert Weichmanns konnten sie nur mühsam in New York Fuß fassen. Der wirtschaftliche Anfang war durch Gelegenheitsjobs geprägt. Zwar wurden die Deutschen nach dem Eintritt der USA in den Krieg im Land als enemy aliens (feindliche Ausländer) registriert, aber in dem Fall von Elsbeth und Herbert Weichmann entstanden dadurch keine Nachteile oder Verfolgung.
Elsbeth Weichmann absolvierte ein Kurzstudium an der New York University im Bereich Business Statistics. Sie wurde etwas unfreiwillig von einem „alten Bekannten aus Berliner Zeit“, Robert Kempner, der mittlerweile als Professor an der Universität Philadelphia lehrte, in diesen Studiengang eingeschrieben.
Elsbeth Weichmann erhielt nach langer Arbeitssuche die erste Stellung bei einer Abteilung der Rockefeller Foundation als Hilfs- und Zuarbeiterin und konnte durch ihr großes Engagement schnell in der Hierarchie aufsteigen. Mit dem beruflichen Erfolg kam die soziale Eingliederung in die US-amerikanische Gesellschaft. Sie schrieb: „Ich stellte mit Erleichterung fest, daß ich nicht mehr als Außenseiter angesehen wurde, der in diese Umgebung nicht paßte. Die Schwelle vom Außenseiter zum Zugehörigen war überschritten.“ 1945 wechselte der Arbeitgeber seinen Sitz von New York nach Washington, D.C. und Elsbeth Weichmann verlor ihren Arbeitsplatz. Durch die Beendigung des Krieges wurden Arbeitsstellen wieder knapper und sie machte sich selbständig. Sie gründete eine Firma, die aus Schafsfellen und Wolle Kuscheltiere produzierte. Sie mietete einen kleinen Laden am Rand von Harlem, in dem sie mit ein paar Näherinnen die Stofftiere produzierte. Es war ein intensives Erlebnis, mit den schwarzen Näherinnen zusammenzuarbeiten: „Es gelang mir nicht, die schwarzen Mädchen, die bei mir arbeiteten, aus ihrer Distanz und leicht aggressiven Reserve herauszuholen. Erst als ich sie aufforderte, unser Lunch gemeinsam am runden Tisch in meinem Büro einzunehmen, brach das Eis. […] Ihre Sehnsucht war damals, eine immer hellere Haut zu bekommen wie die Weißen und immer glätteres Haar – wie die Weißen. Das hat sich inzwischen geändert. Die Schwarzen haben ihre Identität gefunden.“
Trotz der Ausbildungen von Herbert – er hatte ein dreijähriges Abendstudium der Accountancy (Buchhaltung) aufgenommen – und Elsbeth Weichmann hegten sie lange den Wunsch, in ihre Heimat zurückzukehren, sobald diese von den Alliierten befreit wäre. In New York wurde die Freundschaft mit dem späteren Bürgermeister von Hamburg Max Brauer vertieft. Weitere Bekanntschaften beziehungsweise Freundschaften entwickelten sich zu dem Unternehmer Otto Walter, in dessen Wirtschaftsprüferfirma Herbert Weichmann lange Zeit arbeitete. Ein Sammelpunkt und Begegnungsstätte für das Ehepaar waren die Veranstaltungen der German Labour Delegation, bei denen sie Freunde wie Agnes und Rudolf Katz, Marie Juchacz und Emil Kirschmann trafen. Nach Beendigung des Krieges und der Rückkehr von Max Brauer und Rudolf Katz nach Deutschland waren diese eine wichtige Verbindung zur alten Heimat.
Elsbeth Weichmann schrieb ihre Erlebnisse dieser Zeit in der Publikation Zuflucht – Jahre des Exils nieder.

## Hamburger Zeit
1949 kehrte Elsbeth Weichmann nach Deutschland zurück. Sie folgte ihrem Mann nach Hamburg, der schon im Jahr zuvor zurückgekehrt war. Die enge Bindung zu ihrem Mann spiegelt sich auch im Briefkontakt zwischen den Eheleuten während der Zeit der Trennung 1948/1949 wider. Der erste Brief, den Herbert Weichmann seiner Frau schickte, entstand bereits zwei Stunden nach Ankunft in Hamburg. Er beschreibt die bedrückende Stimmung im Nachkriegsdeutschland und endet mit den Worten: „Dieses, mein Gutes, sind also erste Impressionen. Ich habe sie Dir geschickt, weil ich das Bedürfnis hatte, mich mit Dir sofort über alles zu unterhalten und weil ich weiß, wie sehr Du auf ein erstes Wort von mir wartest. Ich werde jetzt aber wohl meine lyrischen Ergüsse einstellen. So oder so, und Gefühle hin oder her, jetzt muß ich mal weniger mit dem Herzen oder dem Gefühl und mehr mit dem Kopf reagieren.“ Hamburg sollte für den Rest ihres Lebens ihre Heimat werden. Später sagte sie auf die Frage, warum sie sich in Hamburg so wohlfühle: „Hier ist alles ein bißchen anders als sonst in Deutschland. Hamburg ist nicht nur eine ästhetische, schöne Stadt, es ist die Tradition der Weltoffenheit, die stärker ist als jede Strömung von Politik, Mode, Gesellschaft.“

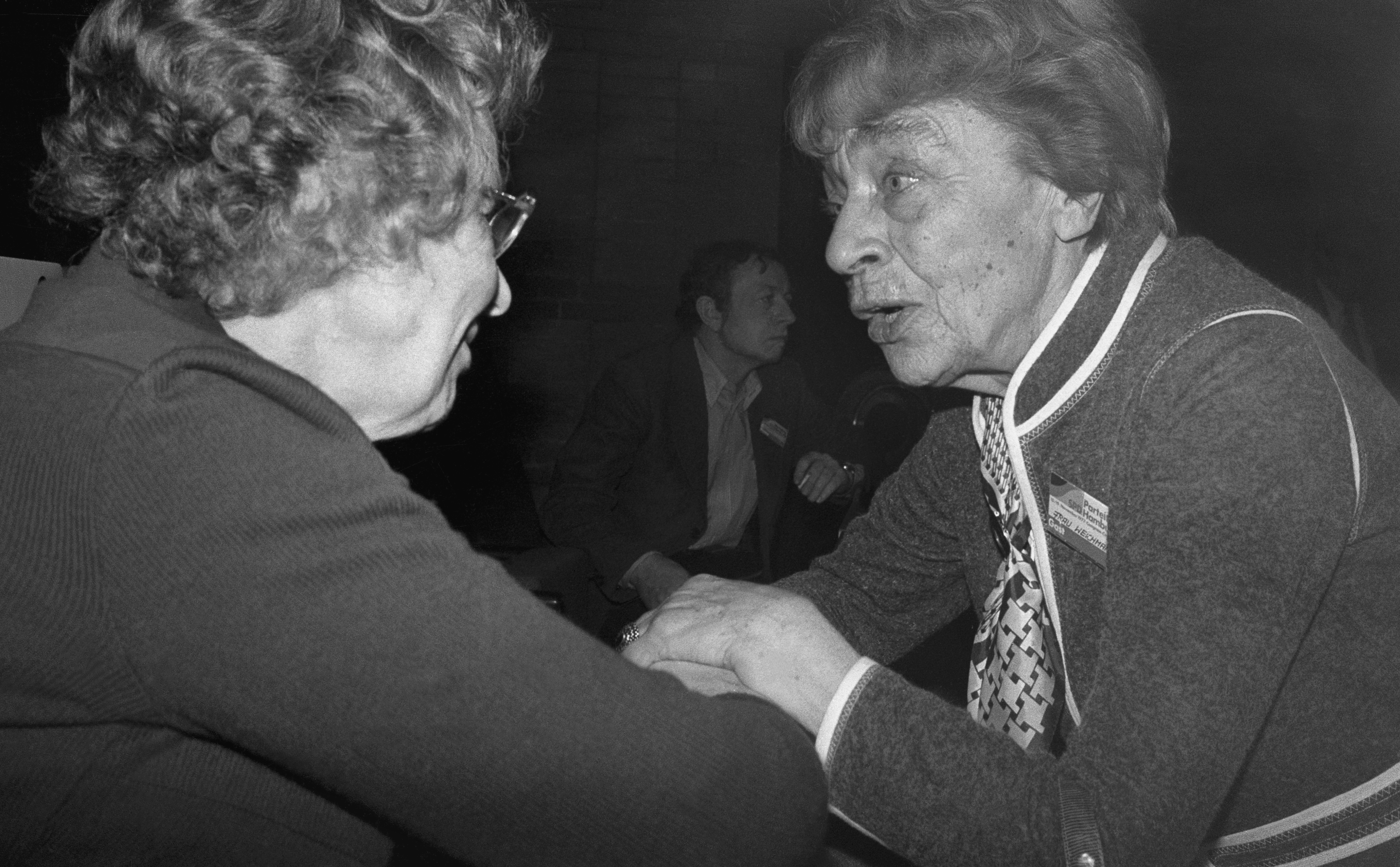
Elsbeth Weichmann mit der früheren Senatorin Paula Karpinski auf einem SPD-Landesparteitag 1982

In Hamburg widmete sich Elsbeth Weichmann von Anfang an mehreren Themen gleichzeitig. Zum einen beschäftigte sie sich mit dem Verbraucherschutz, der Gleichberechtigung von Frauen und etwas später auch mit der Kultur und der Kulturpolitik.

### Verbraucherschutz, Frauenrechte und Kulturpolitik
Elsbeth Weichmann machte die Verbraucherzentrale in Hamburg zu einer wichtigen Institution. Eine Neuerung war ihre Ansicht, dass „neben dem gesetzlichen Schutz, der gewissen Grenzen unterliegen muß, […] eine systematische und sorgfältige Verbraucheraufklärung getrieben werden“ sollte. Am 5. März 1957 gründete sie mit elf weiteren Frauen den „Arbeitskreis für Verbraucherfragen“ im Gewerkschaftshaus am Besenbinderhof. Sie führte den Verein, der sich etwa ein Jahr später in „Verbraucherzentrale“ umbenannte, von Anfang an als Vorsitzende. Es war die erste Verbraucherzentrale in Deutschland und richtete in der Anfangszeit ihre Aufmerksamkeit ausschließlich auf die Praxis der Haushaltsführung. Weichmann wurde später Ehrenvorsitzende der Verbraucherzentrale Hamburg.
Sie wurde Vorstandsmitglied der „Arbeitsgemeinschaft der Verbraucherverbände“ in Bonn und 1964 Präsidentin der Verbraucherverbände der EWG-Länder in Brüssel. Zudem war sie zweite Vorsitzende des „Bureau Européen des Consommateurs“ und Mitglied des Kontaktkomitees der Verbraucherorganisationen.
Ihr war bewusst, dass der Verbraucherschutz sich damals vor allem an die Frauen wandte, die weitgehend die klassische Rolle der Hausfrau übernahmen. Aber genau dort forderte die selbst als Hausfrau tätige Weichmann die Gleichberechtigung der Frau, nicht nur im Berufsleben, sondern auch in der Ehe: „Zu allen diesen Gründen für eine langsame technische Umgestaltung der Familienhaushalte kommt noch der gute alte Untertanengeist, den der deutsche Mann so treu in seiner Beziehung zum Staate bewahrt und die deutsche Frau in ihrer Beziehung zum Herrn und Gebieter. Dieser Untertanengeist wird sie noch lange daran hindern, sich selbst in der Wirtschaft eine demokratische Stellung zu geben und den Mann, als Lebenskameraden, dazu (zu) zwingen, die Erledigung der Haushaltsarbeiten auch als seine Angelegenheit zu betrachten.“
Neben dem Verbraucherschutz war ihr zweites politisches Anliegen die Kulturpolitik. Sie war eine der Mitbegründer der „Arbeitsgemeinschaft der Kulturförderung“. Ihrer Meinung nach war Kultur nicht etwas für die höheren Klassen. Für sie zählte der Wahlspruch über die Parteigrenzen hinaus: „Kultur für Alle“.

### Bürgerschaft und „First Lady“

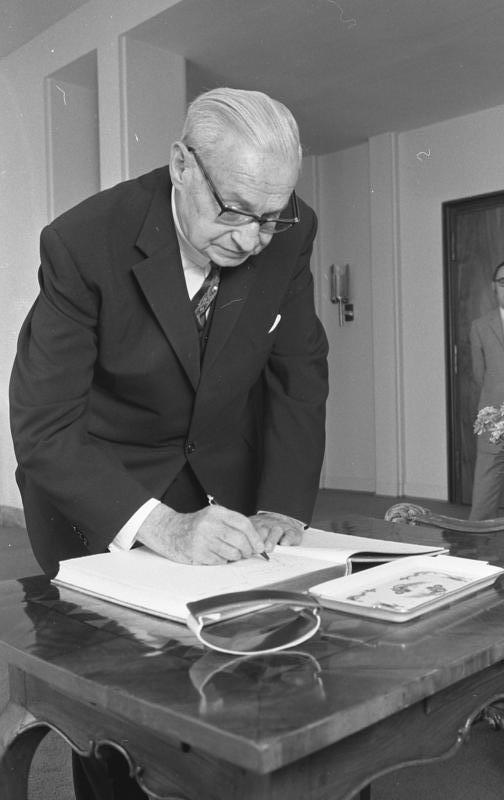
Herbert Weichmann (1971)

Elsbeth Weichmann war von 1957 bis 1974 Mitglied der Hamburgischen Bürgerschaft. Dort war ihr Hauptbetätigungsfeld die Kulturpolitik.
In diese Zeit fiel auch die Amtszeit ihres Ehemannes als Erster Bürgermeister (1965 bis 1971). Aus diesem Grund zogen die Eheleute Ende März 1967 aus der engen Wohnung in Eilbek aus. Sie ließen sich an einem repräsentativeren Ort in Hamburg nieder und bewohnten eine Wohnung am Feenteich 8 in direkter Nähe zur Außenalster. Auch diese Wohnung wurde hauptsächlich von der Frau des Hauses, vorwiegend mit antiken Möbeln, eingerichtet. Zu häufigen Gästen dieser Zeit wurden unter anderem Rolf und Helga Stödter, Helmut und Loki Schmidt, Hans-Jochen Vogel oder auch Carlo Schmid. Sie äußerte sich zu der gleichzeitigen politischen Tätigkeit in der Stadt: „Wir sind beide in einem Geschäft tätig gewesen. Mein Mann als Bürgermeister. Ich bin in der Bürgerschaft und in den Ausschüssen.“

### Leben nach dem Tod Herbert Weichmanns
1983 starb ihr Mann. Bei der Trauerfeier im Hamburger Rathaus für Herbert Weichmann am 16. Oktober 1983 stellten die Redner die enge Beziehung der beiden Eheleute und die Leistung Elsbeth Weichmanns für das Leben ihres Mannes heraus. Der damalige Erste Bürgermeister Klaus von Dohnanyi (SPD) sagte in Richtung der Witwe: „Er hätte dies alles, so hat er oft gesagt, nicht ohne seine Frau Elsbeth geschafft. Seine Heiterkeit im Ernst des Lebens, seine Güte in der Strenge – er hat oft gesagt, wie viel er davon Ihnen, Frau Weichmann, verdanke. Sie beiden haben das Schicksal von Weimar, Flucht, Emigration und schließlich die große Aufgabe Hamburg geteilt und gemeinsam getragen. Bis in die letzten Tage. Hamburg liebt sie beide.“ Der damalige Bürgerschaftspräsident Peter Schulz und Nachfolger Weichmanns als Hamburger Bürgermeister sagte: „Und es war seine Frau, ohne deren Liebe und Kameradschaft, ohne deren Sorge und einfühlsamen kritischen Rat sein Leben und seine Leistung so nicht möglich gewesen wären.“ Der ehemalige Bundeskanzler Helmut Schmidt (SPD) richtete die Worte bei der Trauerfeier direkt an Elsbeth Weichmann: „Ihr habt alles gemeinsam gemacht, weil ihr in der Tat auch alles gemeinsam gedacht hattet. Jeder in Hamburg weiß, ohne dich hätte Herbert dies alles nicht vollbringen können. Es ist euer gemeinsames Werk. Und indem wir Herbert danken, danken wir Dir.“
Die Eheleute Weichmann hatten keine eigenen Kinder, nahmen aber Herbert Weichmanns Neffen Frank Aron als Adoptivsohn an. Die Eltern des Neffen hatten den Holocaust nicht überlebt. Auch die Schwiegermutter von Elsbeth Weichmann wurde ein Opfer der Schoah.

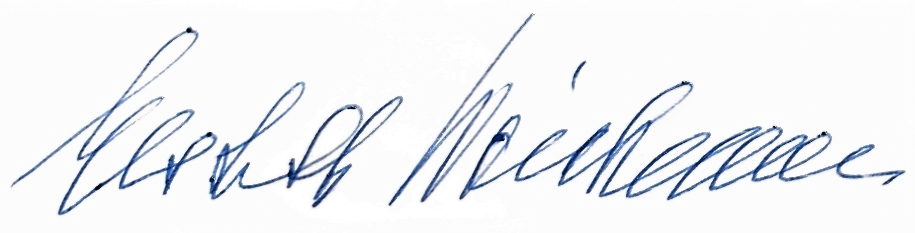

Auch nach dem Tod ihres Mannes blieb Elsbeth Weichmann aktiv am politischen Geschehen interessiert. In der Wochenendausgabe vom 6./7. September 1986 meldete sie sich zu dem Thema der Asylpolitik. Sie sagte im Hamburger Abendblatt mit Blick auf ihre eigenen Erlebnisse während der NS-Zeit: „Die Erinnerung an dieses dunkle Kapitel der deutschen Geschichte muß den Heutigen eine Mahnung sein, einen liberalen Geist in der Asylpolitik zu bewahren. Das liberale Asylantenrecht darf nicht angegriffen werden.“

## Ehrung und Stiftungen
1977/78 wurde die Elsbeth-Weichmann-Gesellschaft gegründet. Das Ziel der Gesellschaft ist die Förderung von Kultur und Völkerverständigung. Sie vermittelt unter anderem Kontakte zwischen privaten kulturellen Initiativen und potentiellen Förderern.
1978 erhielt Elsbeth Weichmann für ihr Engagement in der Kulturpolitik die Biermann-Ratjen-Medaille. 1984 erhielt sie die Bürgermeister-Stolten-Medaille für ihre Verdienste um die Hansestadt Hamburg. 1988 wurde sie Ehrensenatorin der Universität Hamburg.
1989, ein Jahr nach dem Tod von Elsbeth Weichmann, wurde die Herbert-und-Elsbeth-Weichmann-Stiftung gegründet. Aufgabe der Stiftung ist nach eigener Aussage „das Wirken der demokratischen Opposition im Exil gegen die totalitäre Herrschaft Hitlers sowie die Folgen dieses Wirkens für Deutschland nach dem Kriege in Erinnerung zu rufen und diese Erinnerung für künftige Generationen zu bewahren.“ Die praktische Stiftungsarbeit besteht aus Druckkostenzuschüssen, Beihilfen, Archivreisen sowie Unterstützungen für wissenschaftliche Arbeiten und Veranstaltungen. Die Stiftung, mit Sitz auf der Kehrwieder, veröffentlicht auch selbst wissenschaftliche Arbeiten und organisiert Lesungen und Tagungen.
Im Hamburger Rathaus hängt im Wartebereich des Senats von jedem Ersten Bürgermeister seit 1945 ein gemaltes Porträt. Eine inoffizielle Ehrung und Besonderheit stellt das Doppelportrait von Herbert und Elsbeth Weichmann von Almut Heise dar: Elsbeth Weichmann ist die einzige Ehefrau eines Bürgermeisters, die porträtiert wurde.

## Gedenken

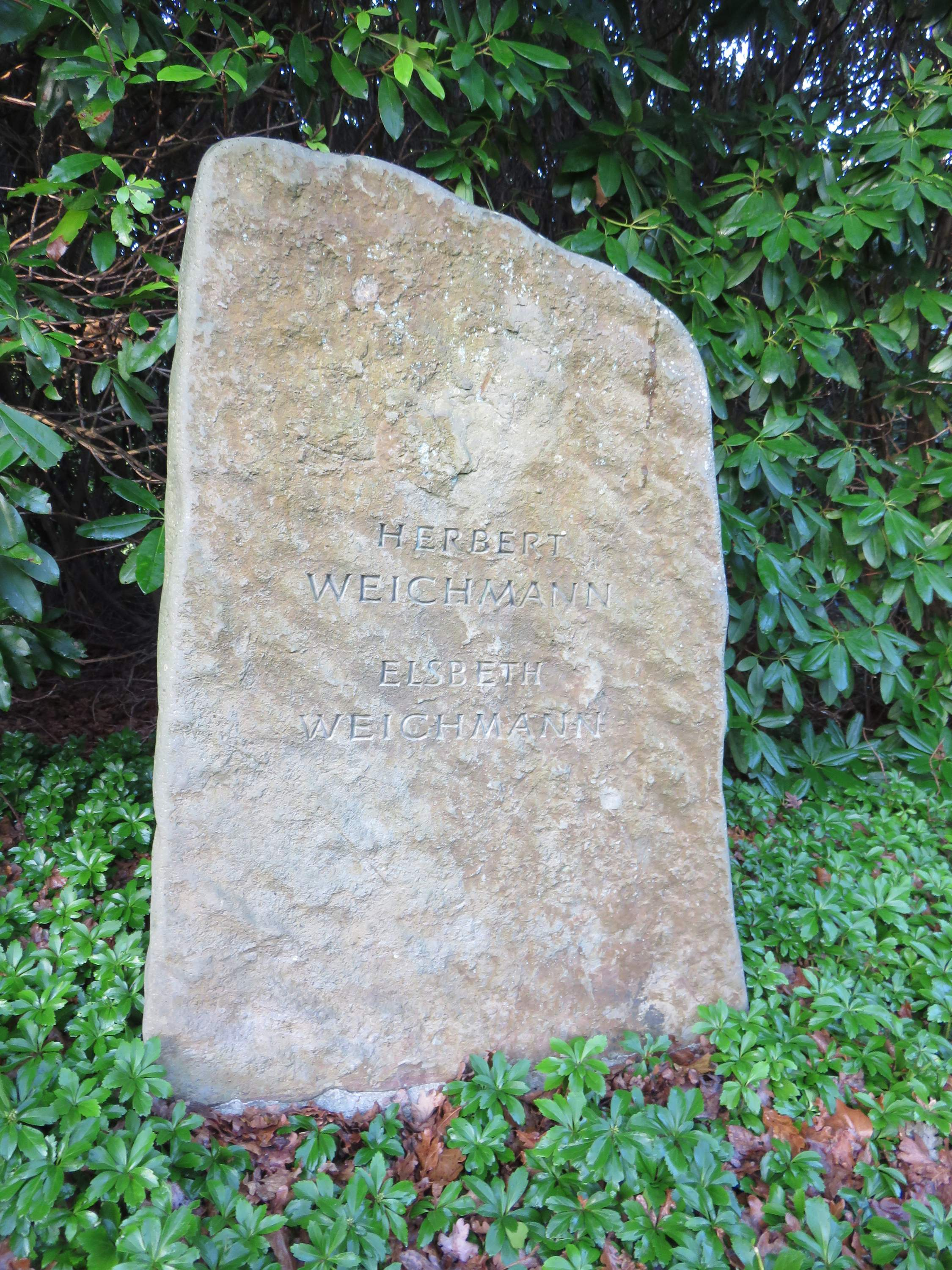
Grabmal des Ehepaars Weichmann auf dem Friedhof Ohlsdorf

Einen Tag nach dem Tod von Elsbeth Weichmann berichtete das Hamburger Abendblatt fast ganzseitig über die Politikerin. Sie zitierten den damaligen Hamburger Bürgermeister Henning Voscherau (SPD), der in einer ersten Stellungnahme sagte: „Ihr Tod erfüllt mich mit tiefer Trauer. Sie war eine standhafte Frau, die ihr Schicksal mit Mut, Kraft und Klugheit gemeistert hat. Ihre Herzlichkeit und ihr Rat werden ihren Freunden – auch mir – sehr fehlen.“ Robert Vogel, der damalige FDP-Landeschef, sagte: „Ihr Andenken wird stets auch dem Gedenken von Verfolgung, Exil und nichtselbstverständlicher Rückkehr gelten“.
Etwa eine Woche nach ihrem Tod, am 18. Juli 1988, wurde im Hamburger Rathaus und in der offiziellen Gedenkfeier in der St.-Petri-Kirche Abschied genommen. Im Rathaus sagte Henning Voscherau bei seiner Rede: „Sie selbst setzte Zeichen. Sie selbst war eine souveräne Persönlichkeit. Sie selbst hatte – nicht minder als ihr Mann – das Zeug zur „Staatsfrau“ und sie wusste es auch. Sie ist so Vorbild für Mädchen und Frauen, die einen eigenständigen Lebensweg gehen wollen.“

## Veröffentlichungen
- Elsbeth Weichmann: Zuflucht. Jahre des Exils. Mit einem Vorwort von Siegfried Lenz, Knaus Verlag, Hamburg 1983, ISBN 3-8135-0036-5.